# Mord von Greifensee
Etzel · Pfäffikon · Grüningen I · Freienbach · Blickensdorf · Hirzel · Bremgarten · Regensberg · Grüningen II · St. Jakob an der Sihl · Greifensee · St. Jakob an der Birs · Erlenbach I · Koblach · Sargans · Wil · Kirchberg · Wolfhalden · Obertoggenburg · Wigoltingen · Erlenbach II · Männedorf · Wollerau · Ragaz
Als Mord von Greifensee – auch als «Blutnacht» oder «Bluttat von Greifensee» bekannt – ging das Massaker von Innerschweizer Heerhaufen an der Besatzung der Zürcher Festung Greifensee während des Alten Zürichkriegs in die Geschichte ein.
Am 27. Mai 1444, nach vier Wochen Belagerung, mussten sich die überlebenden 62 mehrheitlich bäuerlichen Verteidiger unter der Führung von Wildhans von Breitenlandenberg ergeben. Bis auf zwei, ein Zeitzeuge nennt zehn, wurde am 28. Mai 1444 die überlebende Besatzung von Greifensee von den siegreichen Innerschweizern auf der «Blutmatte» in Nänikon mit dem Schwert enthauptet – und damit vermutlich der Grossteil der Bevölkerung des Amts Greifensee im «Mannesalter» getötet und deren Familien einem ungewissen Schicksal überlassen.
«Es sei das Erbärmlichste gewesen, das man je gesehen habe. Die Hingerichteten seien zu einem guten Teil nur arme und am Krieg unschuldige Bauersleute gewesen», schreibt der Schwyzer Chronist und Augenzeuge Hans Fründ.
Mehrere Chronisten haben für die Nachwelt die Belagerung vom 1. bis 27. Mai 1444 und die Hinrichtung der Zürcher Besatzung am 28. Mai 1444 dokumentiert.

## Belagerung des Städtchens vom 1. bis 13. Mai 1444
Innerschweizer Heerhaufen unter dem Schwyzer Landammann Ital Reding dem Älteren fielen nach erfolglosen Friedensverhandlungen in Baden abermals in das Stadtzürcher Hinterland (Landvogteien Grüningen und Greifensee) ein. Am 1. Mai 1444 erreichten sie das Städtchen Greifensee, die letzte ausserhalb der Stadt Zürich befestigte Zürcher Bastion.
Die zahlenmässig nicht bezifferte Streitmacht aus der Waldstätte – Uri, Schwyz und Unterwalden – aus Zug, Luzern, Glarus, Bern und Appenzell wurde bereits beim Anrücken auf Greifensee am 1. Mai 1444 von den Verteidigern entdeckt. Die Zürcher Besatzung, unter dem Kommando von Hauptmann Wildhans von Breitenlandenberg, soll sich schon beim ersten Angriff «grimmig» verteidigt haben und eine unbekannte Zahl der Angreifer durch Beschuss getötet und verwundet haben, berichtet der Schwyzer Chronist und Kriegsteilnehmer Hans Fründ.
Die zu Beginn der Belagerung rund 70 Verteidiger sahen sich angesichts der feindlichen Übermacht zahlenmässig nicht in der Lage, gleichzeitig das Städtchen und die Burg Greifensee zu halten – die Besatzung legte nach zwölf Tagen Belagerung in ihrem Städtchen Feuer, um es nicht in die Hände der Angreifer fallen zu lassen, und «verbrantent das in grund und was darinne was von rossen, rindren, kuyen, und anders vich und vil guotz von korn und habern, das die lüt darin geflöknet [geflüchtet] hattend.»
Frauen und Kinder sollen zwar vor dem Anrücken der Angreifer in die Stadt Zürich evakuiert worden sein, jedoch bei weitem nicht alle, wie nochmals in der Chronik des Augenzeugen Fründ zu lesen ist: «Die armen frowen mit den kinden zuo den löchern, kellern und venstern herus mit iren kinden und hulfend einandren herus, als sy mochtent, und kamen also arm, nakend und blos in bösen kleidern herus zuo den eidgenossen in grosser betrüobnusse (…) und wer das gross jämerlich elend sach, der muost wol erbärmende und mitlyden mit inen han.» Mit den Familien der Verteidiger und vermutlich Flüchtlingen von Gehöften aus der Region zeigten die Angreifer Erbarmen und brachten diese 46 Zivilisten nach Uster in Sicherheit, mit zwei Mann Begleitschutz, darunter der Chronist Fründ.

## Belagerung der Burg Greifensee vom 13. bis 27. Mai 1444
Die Verteidiger zogen sich in die damals noch direkt am Greifensee gelegene Burganlage zurück und verbarrikadierten sich. Weitere zwei Wochen wurden sie erfolglos belagert, und im gegenseitigen Beschuss erlitten die Angreifer empfindliche Verluste. Die Beschiessung blieb angesichts der 4 bis 4,5 Meter dicken Burgmauern wirkungslos, «den alles schiessen wz nüt anders den het man mit einner schneballen daran geworffen», so eine Aussage aus der Chronik von Gerold Edlibach.

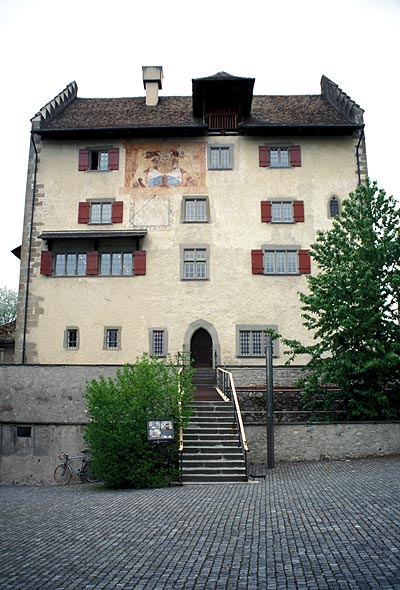
Das heutige Schloss Greifensee

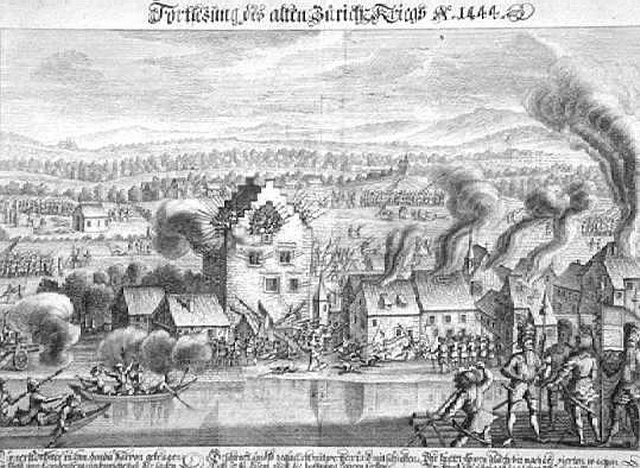
Belagerung von Greifensee 1444 – nach einem Stich von Johann Lochmatter (1700–1762)

Ein «Verräter» aus dem Amt Greifensee habe den Angreifern gezeigt, dass die Mauern auf der Seeseite am dünnsten seien, und geraten, die auf einem rund drei Meter hohen Molassefelsen errichtete Burg Greifensee zu untertunneln, um damit das Gemäuer zum Einsturz zu bringen.
Dazu muss ergänzt werden, dass die Taktik der eidgenössischen Gewalthaufen auf offene Feldschlachten oder Hinterhalte ausgerichtet war und diese deshalb keine Belagerungsgeräte mitführten, respektive wenig Erfahrung mit solchen gehabt haben dürften, was wohl im Hinblick auf die Abwehr von Belagerungsgeräten ebenfalls für die Verteidiger von Greifensee zutraf. Während die eidgenössischen Mineure zugange waren, lösten die Verteidiger den massiven Altarstein aus der Burgkapelle, kippten ihn auf das Schutzdach der Mineure und erschlugen damit die Männer darunter.
Dieser neuerliche Misserfolg erregte «Wut und Zorn» bei den Angreifern und sie setzten ihre Mineurarbeiten mit einem neuen Schutzdach fort. Die an dieser Stelle ca. 4 Meter breite Südwestmauer gab nach und die Belagerer standen kurz davor, den unter der Burg vorgetriebenen Tunnel und damit den Palas zum Einsturz zu bringen.
Die Verteidiger fanden keinen genügend grossen Stein mehr, um die Mineure damit nochmals an ihrem kurz vor dem Erfolg stehenden Vorhaben zu hindern. Gemäss Hans Fründs Schilderungen sollen an diesem Dienstag vor Pfingsten, dem 26. Mai 1444, die Belagerten die Kapitulation angeboten haben, ja mit den Angreifern erstmals überhaupt verhandelt haben, als ihre Lage aussichtslos wurde. Die Bitte der Verteidiger, sie «auf Gnade» (ungeschoren) abziehen zu lassen, lehnten die Angreifer ab, wütend über die neuerlichen schweren Verluste. Nach einer anderen Quelle soll den Verteidigern hingegen der freie Abzug zugesichert worden sein; ein nachvollziehbarer Grund, warum sich die Zürcher Besatzung zur Kapitulation bereit erklärt haben sollte.
Am Abend des 27. Mai 1444 ergab sich die Zürcher Besatzung, nachdem sie wohl in Erwartung ihres Schicksals gebeichtet hatte – sie musste die einsturzgefährdete Burg mit einer Leiter durch ein Fenster verlassen, da das Eingangstor für die Angreifer unüberwindbar verbarrikadiert war.
Die 62 überlebenden Verteidiger wurden sofort gefangen genommen, gebunden und für die Nacht auf die «Örter», d. h. auf die Kontingente der an der Belagerung beteiligten Kantone, aufgeteilt.
Die Beutemeister der Eidgenossen plünderten «gros guot darin was von korn, haber [Hafer/Getreide], mel, fleisch, husplunder [Hausrat], bettgwand, harnasch (Harnische) büxsen (Mörser) und von andrem züg, armbrest (Armbrüste), pulver und desglich, doch lützel wins [nur wenig Wein], die teiltend das in die örter der eidgenossen» und verwüsteten daraufhin die Burganlage.
Am 28. Mai 1444 wurden die gefangenen Verteidiger von Greifensee nach Nänikon auf eine Wiese – vielleicht das Heerlager der Innerschweizer – gebracht, wo man sie beichten liess. Die Wiese trägt bis heute den Namen «Blutmatte».

## Das Massaker am 28. Mai 1444
Der Chronist Fründ (als Augenzeuge unter den Eidgenossen) schildert die Hinrichtung von 62 Greifenseer Verteidigern nur mit drei Sätzen, Edlibach berichtet ausführlicher über die offenbar längeren Beratungen der Eidgenossen vor Beginn der Enthauptungen und über den Ablauf des Massakers.

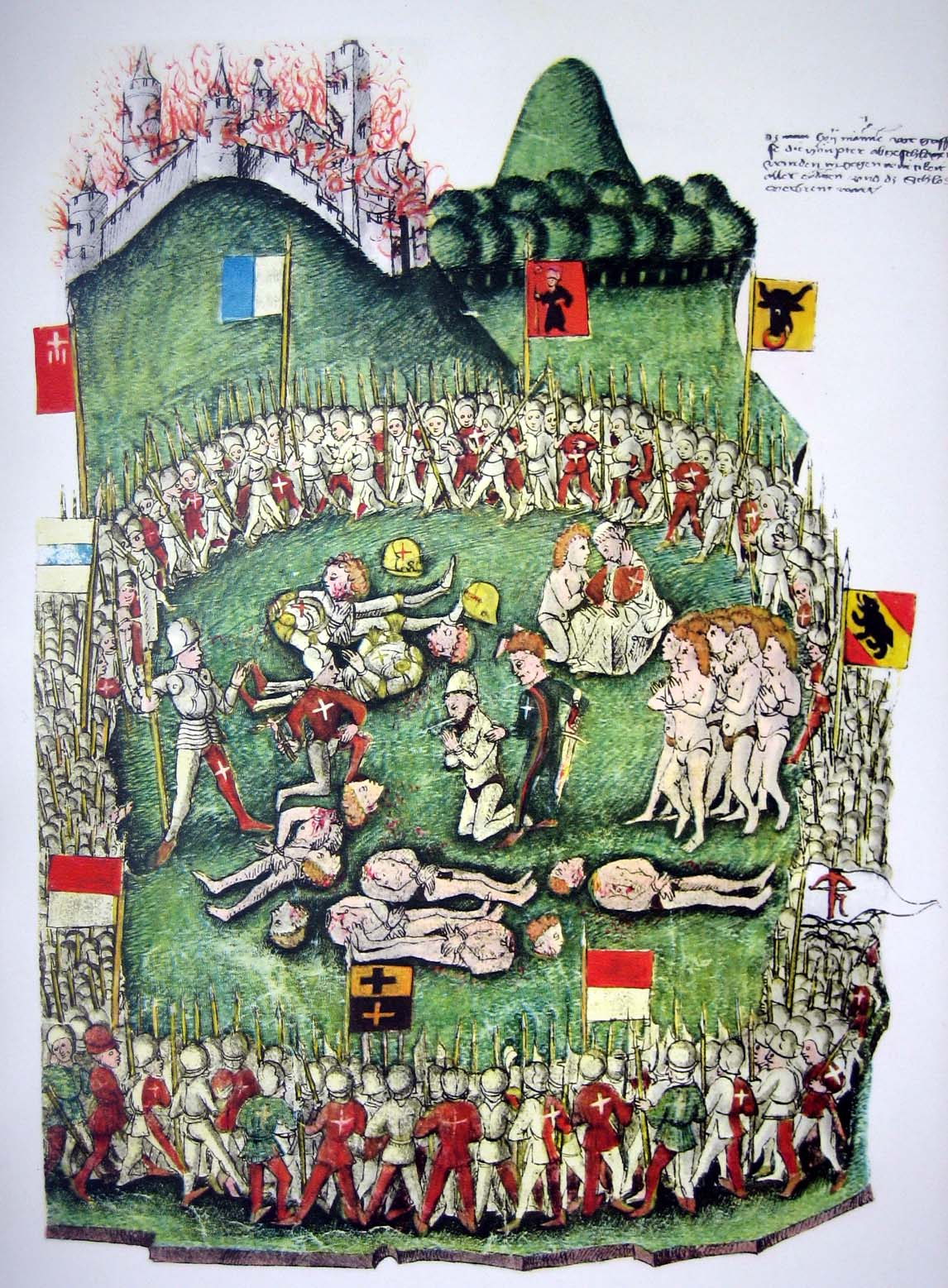
Darstellung aus der Tschachtlanchronik, 1470

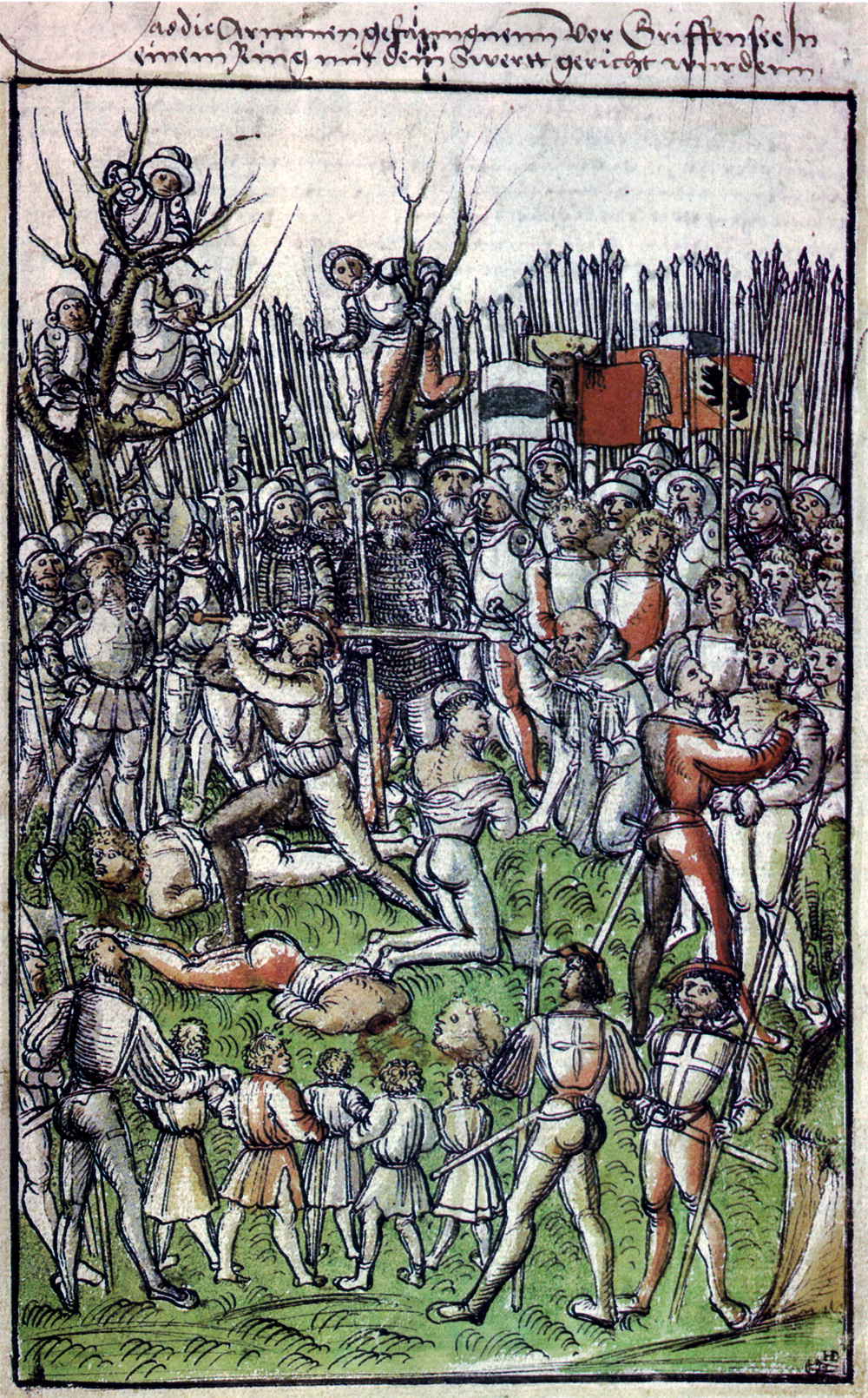
Darstellung in der «Eidgenössischen Chronik» (1510–1535) von Werner Schodoler

Ital Reding, der Anführer der Innerschweizer, soll dafür plädiert haben, «alle ausser dem in Schwyz geborenen Zürcher Stadtknecht Ueli Kupferschmid, dessen Bruder sich unter den Schwyzern befand, umzubringen». Ein anderer (Anführer) habe vorgeschlagen, alle mehrheitlich «bäuerlichen Verteidiger aus dem Amt Greifensee zu verschonen, da diese nur ihre Pflicht getan hätten, hingegen nicht die Söldner» – vermutlich der Hauptmann, seine Stadtknechte und eine kleine Zahl Habsburger Soldaten im Dienste der Stadt Zürich. Eine Stimme trat für die Begnadigung aller ein, auch des Hauptmanns Wildhans von Breitenlandenberg.
«Gegen den Rat der Vernunft gewann der Hass schliesslich die Oberhand», zu gross war wohl der Groll über die während der Belagerung erlittenen schweren Verluste und das Gefühl der Demütigung ob der einen Monat lang währenden Belagerung gegen die nur 70 grösstenteils aus bäuerlichen Familien stammenden Verteidiger.
Mit Mehrheitsbeschluss wurde entschieden, alle überlebenden 62 Zürcher Verteidiger zu töten, was sofort in die Tat umgesetzt wurde.  Als erste sollen Hauptmann Wildhans von Breitenlandenberg und danach seine beiden Stadtknechte enthauptet worden sein: Hauptmann Breitenlandenberg auf sein Verlangen hin als erster, damit seine Schicksalsgenossen nicht glauben mussten, dass er als Adliger nachträglich von den Innerschweizern geschont worden wäre.
Edlibach schreibt, der Scharf- oder Nachrichter habe gemäss kaiserlichem Recht sein zehntes Opfer für sich beansprucht und verschonen wollen. Ital Reding habe ihm jedoch befohlen weiterzufahren, denn «hier gelte Landrecht und nicht kaiserliches Recht». Die gleiche Szene habe sich beim zwanzigsten und beim dreissigsten Opfer abgespielt, aber Ital Reding soll erbarmungslos «Schweig und richte!» erwidert haben.
Ob diese Schilderung der historischen Realität entspricht, wurde vom Historiker Karl Dändliker bezweifelt. Er nahm an, Edlibach als Zürcher habe aus bündnispolitischen Gründen den Berner Scharfrichter als humaner dargestellt, um den Schwyzer Reding in einem umso schlechteren Licht erscheinen zu lassen.
Ungeachtet dessen gingen die Enthauptungen unentwegt weiter, die letzten wurden bei Fackellicht vollzogen. Die Verteidiger starben bis zum Abend des 28. Mai 1444 durch das Richtschwert des Scharfrichters, nur die ältesten Männer «mit grisen [grauen] bärten» und die jüngsten, noch im Knabenalter stehenden, insgesamt zehn, blieben gemäss Chronist Fründ verschont. Die meisten Quellen sprechen von nur zwei Überlebenden, die ihr Davonkommen eher dem Chaos am Richtplatz als der Milde der Innerschweizer verdankten.
Auf dem Schauplatz des Massakers sollen Väter, Mütter und Ehefrauen samt Kindern der Todgeweihten die Innerschweizer Anführer weinend angefleht haben an, Gnade mit ihren Opfern zu zeigen und Erbarmen mit der Not der Hinterbliebenen zu haben, denn mit der Hinrichtung raubten sie den Familien ihre Ernährer. Alles Bitten sei umsonst gewesen.
Auch unter den anwesenden Innerschweizern zeigten sich einige erschüttert. «Dann es was wol ein harte klegliche not, es war ouch nit mänglichem glich lieb, das man so vil lüt töt nach gestalt und gelegenheit der sach…»

## Die Zeit nach dem Massaker
Die Leichen von Hauptmann Wildhans von Breitenlandenberg und seiner beiden Stadtknechte wurden am 30. Mai 1444 nach Turbenthal, in die Heimat der Landenberger, gebracht und dort begraben. Alle andern Leichen wurden nach Uster überführt, wo der dort residierende und im Alten Zürichkrieg neutrale Freiherr von Bonstetten für die letzte Ruhestätte sorgte.

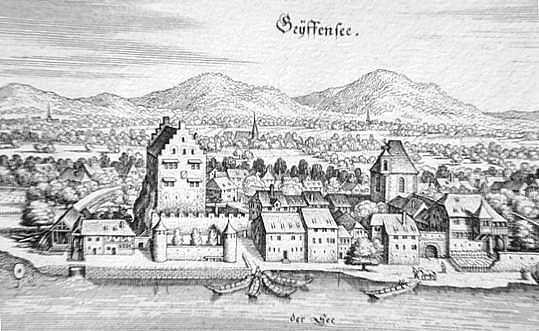
Eine der ältesten Ansichten von Greifensee. Stich von Matthäus Merian (1593–1650)

Am 31. Mai 1444 verbrannten und schleiften die Innerschweizer die Burganlage und wohl auch die verbliebene Stadtmauer von Greifensee. Am Pfingstmontag, dem 1. Juni 1444, zogen sie ab, um nach weiteren Verwüstungen des Zürcher Umlands erfolglos die Stadt Zürich zu belagern und nur einige Wochen später bei der Schlacht bei St. Jakob an der Birs besiegt zu werden.
Vom ehemaligen Städtchen überstanden mit Brandschäden die in die Stadtmauer integrierte Gallus-Kapelle (jetzige Pfarrkirche, erbaut ca. 1330–1340) und das heute als Gemeindezentrum genutzte «Landenberghaus» (um 1250 erbaut) die Tragödie von Greifensee. Das ebenfalls heute noch existierende Pfarrhaus (Teil der Südmauer) wurde vermutlich zum grösseren Teil zerstört. Greifensee blieb jahrzehntelang eine als Steinbruch genutzte Ruine; die Reste der Burg wurden erst ab 1520 als Schloss Greifensee und Amtssitz der Landvogtei wiederaufgebaut. Eine tragende Rolle beim Wiederaufbau von Greifensee spielte Gerold Edlibach, von 1504 bis 1506 Landvogt von Greifensee.

## Das Massaker aus Sicht der Chronisten und im Volksmund
Die ausführlichsten Beschreibungen der Belagerung von Greifensee und der Hinrichtung der Zürcher Besatzung stammen von Hans Fründ – Chronist und Landschreiber von Schwyz und auf Seite der Innerschweizer Augenzeuge der Belagerung – sowie Gerold Edlibach (1454–1530) – Chronist, Zürcher Ratsherr und von 1504 bis 1506 Landvogt von Greifensee.

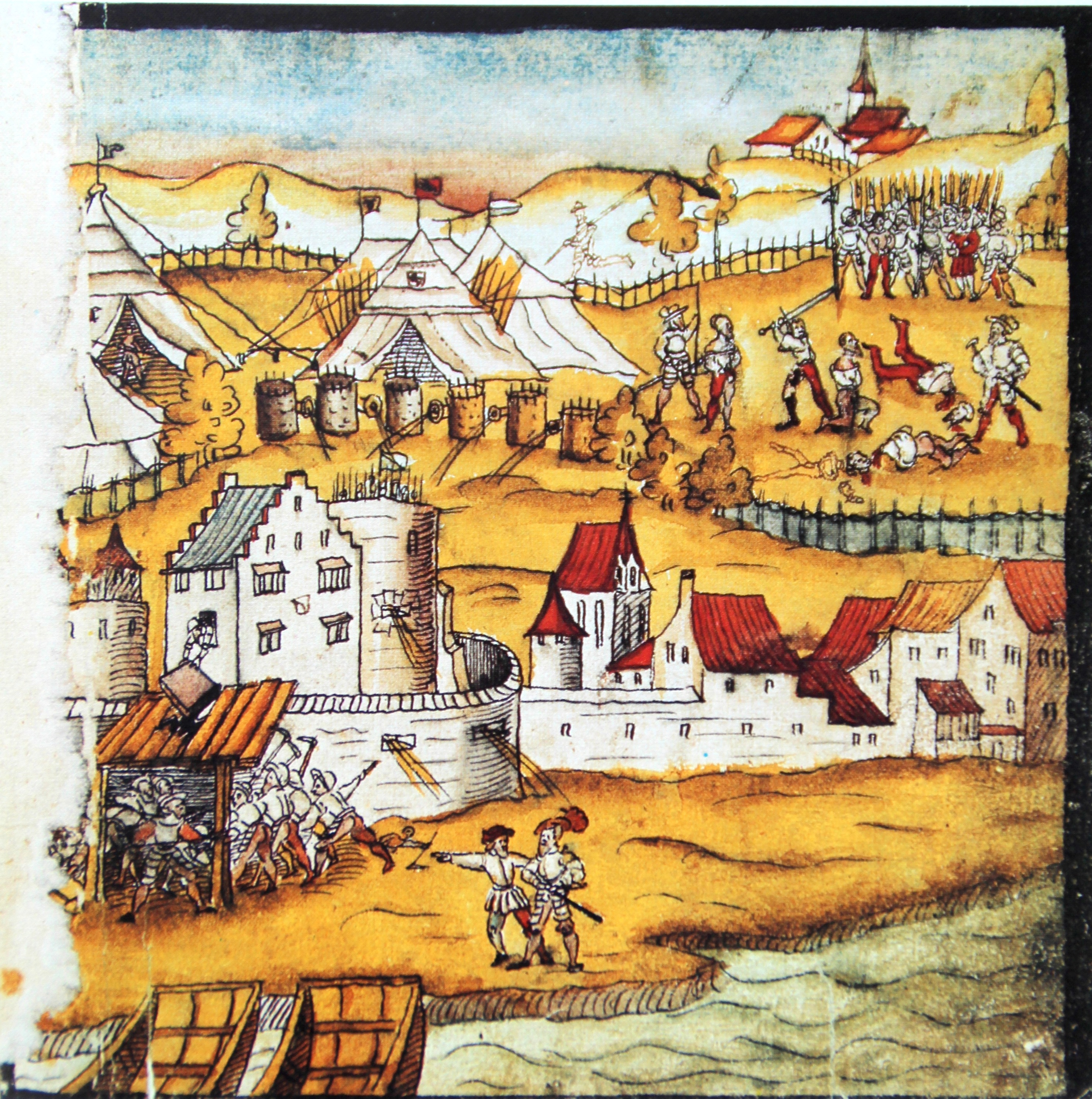
Darstellung in der Wickiana

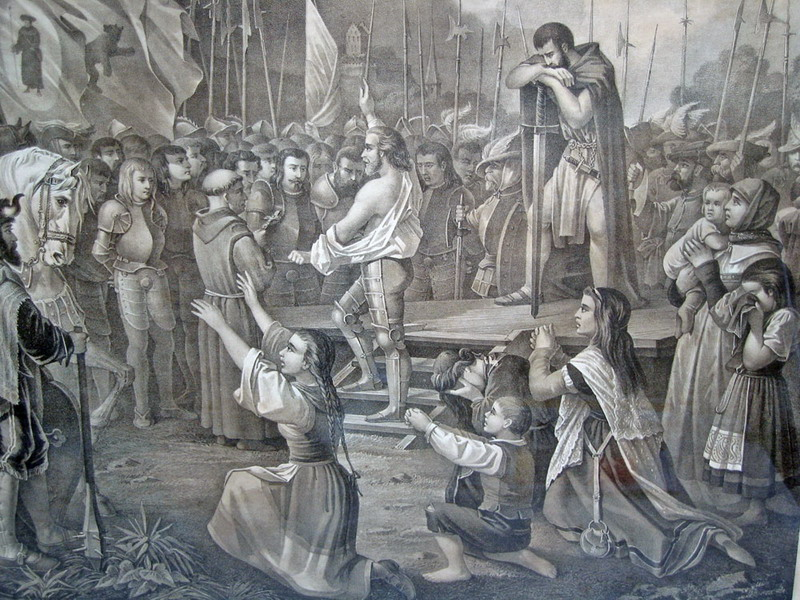
Mord von Greifensee 1444, Lithografie von Johannes Weber (1846–1913)

Edlibach fasste die Überlieferungen von Zeitgenossen in einer umfassenden Chronik zum Alten Zürichkrieg zusammen, aus Sicht der unterlegenen Zürcher. Seine «Zürcher Chronik» ist stärker emotional geprägt und gibt den Schock, den das Massaker in der Bevölkerung hinterliess, gleichwertig mit den historischen Fakten wieder. Es darf aber angenommen werden, dass sich Edlibach auf Schilderungen von Zeitzeugen der tragischen Ereignisse in Greifensee stützen konnte.
Fründs Schilderung in der «Chronik des Alten Zürichkriegs» ist kurz und sachlich, dennoch mit unverhohlener Anteilnahme am Schicksal der Belagerten und ihrer Familien, was die hier mehrheitlich aus seiner Chronik stammenden Zitate eindrücklich aufzeigen.
Auch die «Die Grosse Freiburger Chronik» (1567/1568) von Franz Rudella geht kurz auf die Ereignisse im Mai 1444 ein: «Das ward uffgeben und Wildhans von der Breyten Landenberg, deren von Zürich houptman, unnd mitt im einundsechzig man, so darinn lagend, gfangen und alle enthouptet am donstag vor pfingsten». Ebenso erwähnt die «Eidgenössische Chronik» von Werner Schodoler, in der Tradition einer Schweizer Bilderchronik, die Belagerung und Ermordung der Besatzung von Greifensee.
Nur drei Monate nach der Bluttat von Greifensee, am 26. August 1444, wurden die bei der Schlacht bei St. Jakob an der Birs gegen die Armagnaken kämpfenden Eidgenossen bis auf den letzten Mann aufgerieben. «Strafe Gottes für die Untat von Greifensee», interpretierte der Volksmund, und wenn das «Kriegsglück» die Eidgenossen jeweils im Stich liess, glaubten selbst diese abgebrühten Kriegsleute, vom schlechten Gewissen für ihr Verhalten in Greifensee geplagt, «von Gottes Hand» bestraft zu werden.
Bereits vier Jahrzehnte später, als Edlibach seine «Zürcher Chronik» 1485 bis 1486 niederschrieb, wurde das Massaker auf der Blutmatte in Nänikon glorifiziert und ist von Legenden umrankt: So soll «über jedem der 62 enthaupteten Verteidiger von Greifensee ein schneeweisser Vogel erschienen sein und dort, wo die Häupter der geköpften Besatzung in einem Kreis aufgereiht wurden, sei lange kein Gras mehr gewachsen».
Ein knappes halbes Jahrhundert später beschreibt Hartmann Schedel die Ereignisse in seiner Weltchronik von 1493 wie folgt:
«Von den Schweitzern
Die Schweitzer (ein pirgigs vnd frayssams volck) vbezohen [überzogen] mit heerßkraft die von Zuerch. die wider die puentnus [Bündnisse] mit inen gehandelt hetten vnd verwuesteten ire landschaft vnd felde. Vnd als sich die vun Zuerch eins streits mit den Schweitzernn vermessen hetten do warden sie schier alle erschlagen vnd die Schweytzer tobten in solcher grawsamkeit vnd wueetunng vber die vberwundnen feind also das sie an dem ende der nyderlag die todten coerper zusamen trugen tisch vnd pencke [Bänke] darauß machten. die coerper oeffneten. das pluot [Blut] truncken. vnd die hertzen mit den zenen [Zähnen] zerrissen.»

## Gedenkstätte auf der «Blutmatte»

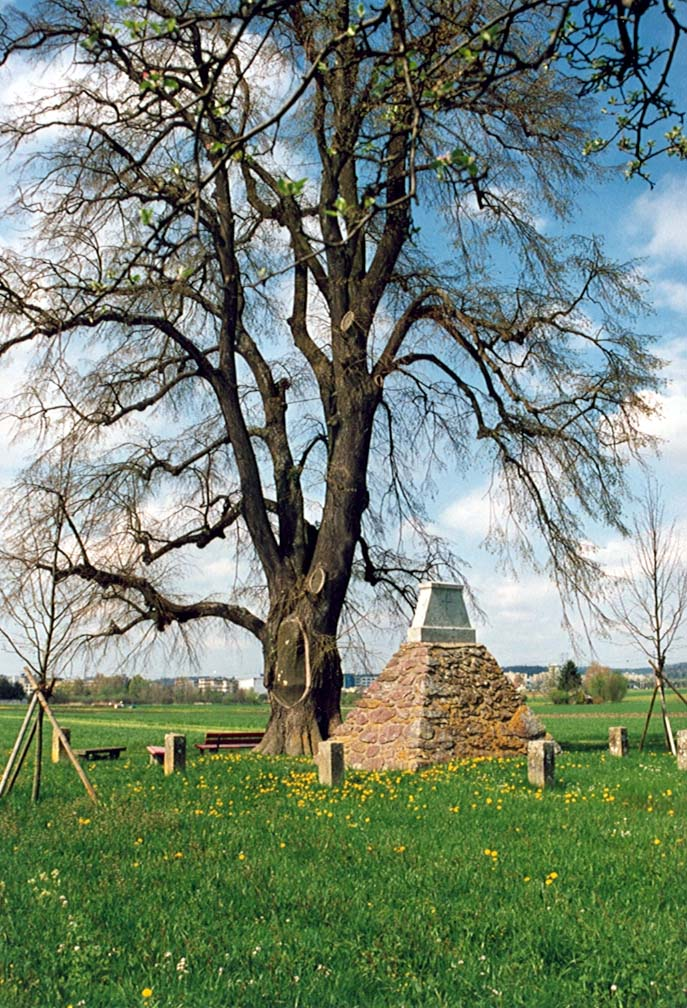
Gedenkstein auf der «Bluetmatt» bei Nänikon (1990)

Wenige Jahre nach dem Massaker wurde auf der «Bluetmatt» in Nänikon ⊙ eine anfangs hölzerne Kapelle errichtet. Sie wurde schon bald zu einer Pilgerstätte, in der am Dienstag vor Pfingsten eine Totenmesse gelesen wurde. Gemäss dem Jahrzeitbuch von Uster existierte die Kapelle bereits, als der Zürcher Rat 1459 eine Jahrzeit für die gefallenen Untertanen stiftete. Das Geld dafür entnahm der Rat dem Opferstock bei der Kapelle.
Gemäss mündlichen Überlieferungen soll die ursprüngliche hölzerne «Kapelle Unserer Liebe Frau» im Jahr 1467 von Anna Wagner gestiftet worden sein, Schwiegertochter von Ital Reding dem Älteren, der die Besatzung von Greifensee so erbarmungslos hinrichten liess. Im Volksmund heisst es, dass der «Eisenkopf von Greifensee» nach der Schandtat auf der Blutmatte bis zu seiner Ermordung um 1466 keine Ruhe mehr fand, ja gar auch nach seinem Tod seine Familie und seine Verwandten heimgesucht habe und um Hilfe bat. Zu seinem Trost und seiner Erlösung liess Anna Wagner an der Stelle, wo die Besatzung von Greifensee enthauptet wurde, die erste Kapelle erbauen. Es ist nicht auszuschliessen, dass diese Geschichte irrtümlich der Kapelle auf der Blutmatte zugeordnet wird und vielmehr die «Reding-Kapelle» in Oberarth gemeint ist, Todesort von Ital Reding dem Jüngeren. Die schaurige Mär wurde auch im Volkstheater aufgegriffen.
Während der Amtszeit von Gerold Edlibach als Landvogt von Greifensee (1504–1506) wurde die baufällige Kapelle durch einen aus den Ruinen von Greifensee erbauten Steinbau ersetzt «an sinne gnädigen herren bracht wie dz alt hölzin käpeli erfult und unnütz worden war.» Bereits ab 1524 begann der Zerfall der Kapelle, da infolge der Reformation keine Messen und Prozessionen mehr stattfanden. Trotz hoher Strafen wurden die Steine der Ruine von den Bewohnern der Umgebung wiederverwertet, und 1839 waren die letzten Reste des kleinen Gotteshauses verschwunden.
«Vaterländische Kreise» in der Stadt Zürich errichteten anstelle dessen eine Gedenkstätte in Form einer Steinpyramide, die am 17. Oktober 1842 unter grosser Anteilnahme der Bevölkerung feierlich eingeweiht wurde. In der Pyramide ist eine Bronzetafel mit den Namen aller Enthaupteten eingelassen, soweit diese noch eruiert werden konnten. Die grosse Linde neben dem Stein fiel 1990 einem Sturm zum Opfer; an ihrer Stelle wurden zwei kleine Linden gepflanzt. In Nänikon erinnert die «Bluetmattstrasse» an das Geschehen.

"
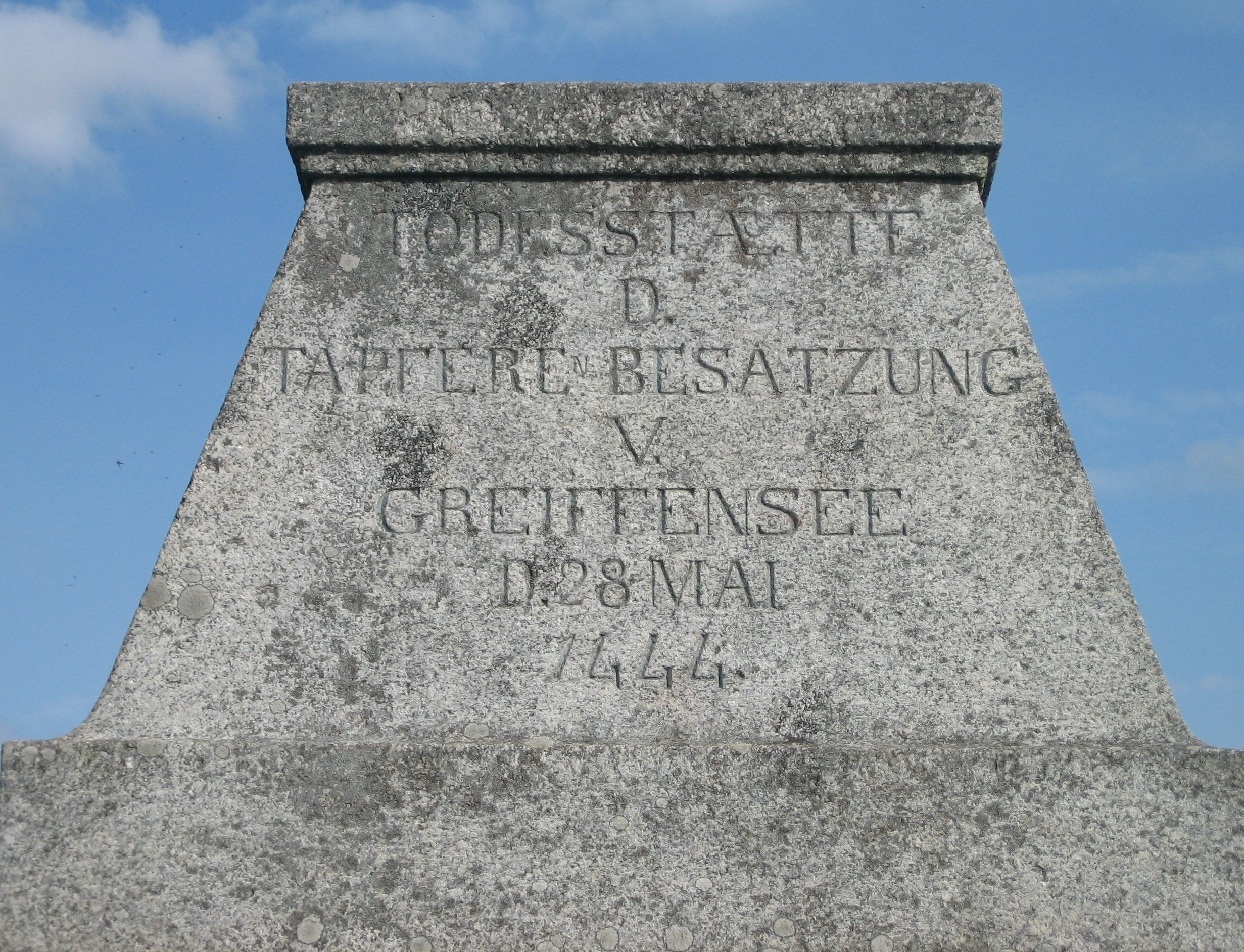
Inschrift auf dem Gedenkstein
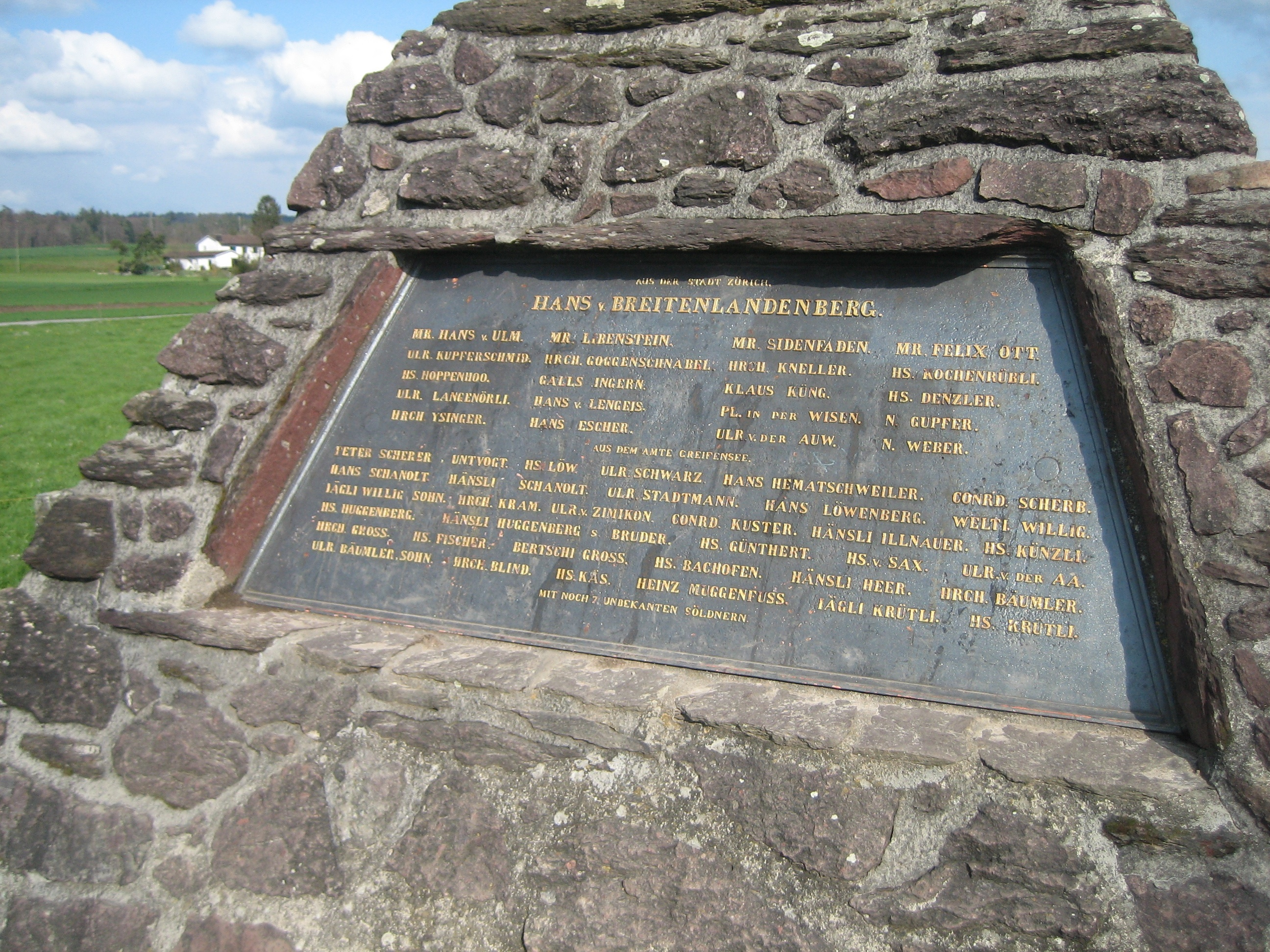
Namen der Opfer
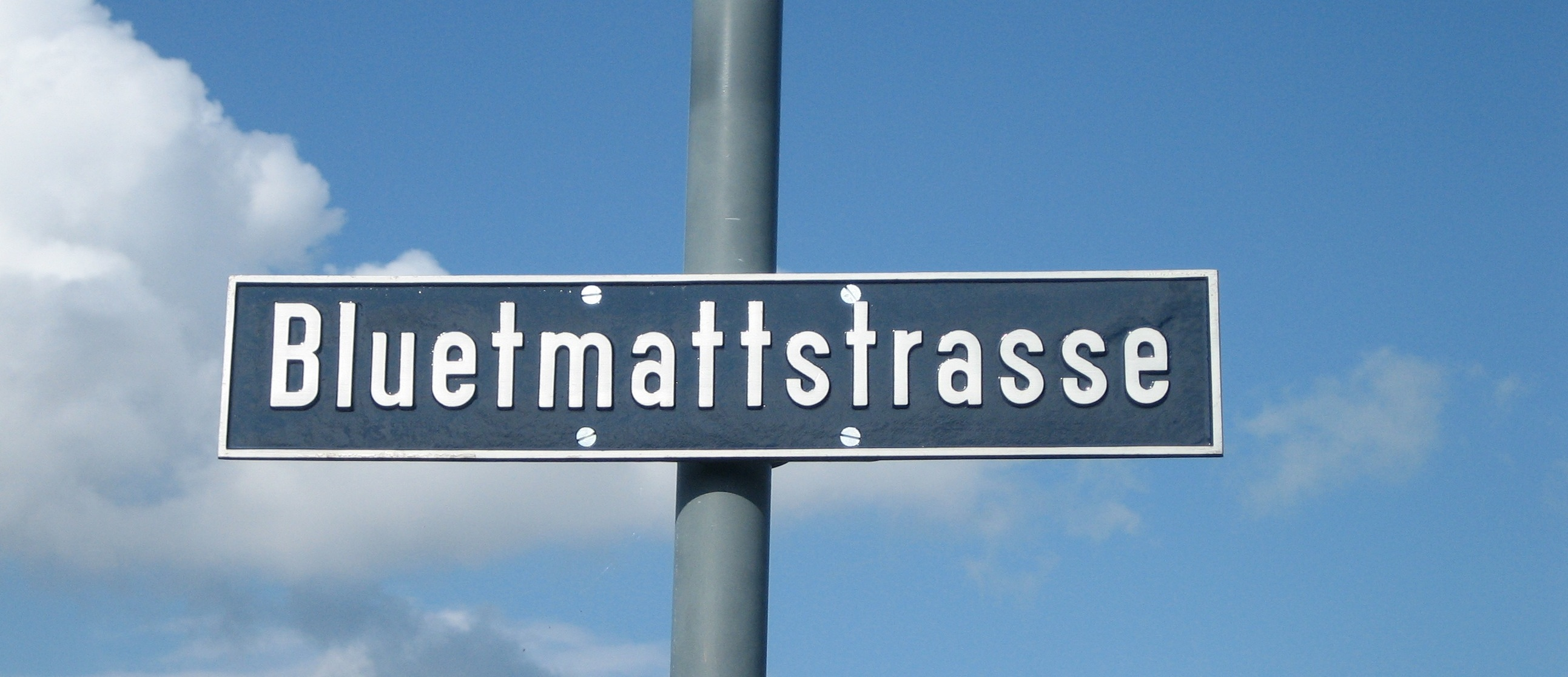
Bluetmattstrasse

## Der Mord von Greifensee in Literatur und Volksstücken
Im historischen Roman Der Freihof von Aarau (1823) schildert Heinrich Zschokke die Ereignisse und Zusammenhänge der Zerstörung von Greifensee aus Sicht seines Protagonisten, Ritter Marquard von Baldegg.
Gottfried Keller verarbeitete 1877 den Stoff von Wildhans von Breitenlandenberg, des «sagenhaften Helden von Greifensee», und seines Innerschweizer Kontrahenten, Ital Reding, im Salomon Landolt gewidmeten Der Landvogt von Greifensee, dem ersten Band der «Züricher Novellen».
Ital Redings Schicksal stellte Albrecht Emch in seinem Kleintheaterstück «Ital Reding, der Eisenkopf von Greifensee oder Die Mordtat von Greifensee» dar.
In Der Tod von Greifensee schildert E. Lötscher die Ereignisse in einer historischen Erzählung.